# Velupillai Prabhakaran
Prabhakaran (26 tháng 11 năm 1954 – 2009) ở Jaffna, vùng đất trung tâm của người dân tộc thiểu số Tamil ở miền bắc Sri Lanka. Prabhakaran cho biết thành lập lực lượng chống chính phủ sau khi chứng kiến sự đàn áp của lực lượng an ninh Sri Lanka đối với thường dân Tamil.
Cuộc đời làm kẻ "ngoại đạo" của Prabhakaran bắt đầu vào năm 1972, khi Prabhakaran thành lập nhóm Những con Hổ Tamil mới (TNT), một trong nhiều nhóm được thành lập nhằm phản đối chính phủ Sri Lanka do người Sinhalese thống trị. 4 năm sau, nhóm của Prabhakaran được đổi tên thành Những con Hổ giải phóng Tamil (LTTE).

## Tiểu sử
Là con út trong một gia đình trung lưu ở Valvettiturai, một thị trấn nghề cá ở bờ biển phía bắc bán đảo Jaffna, Sri Lanka. Có rất ít thông tin về thời trẻ của ông ta. Jaffna khi ấy được coi là trung tâm văn học và văn hóa Tamil ở Sri Lanka, và cũng là trung tâm của phong trào dân tộc Tamil ngày càng lớn mạnh.
Ông từng kể về nỗi giận dữ điên cuồng đối với quân đội Sri Lanka và bị ảnh hưởng từ một thầy giáo năm học lớp 8, người đã ủng hộ học sinh cầm vũ khí đứng lên. Cuộc đời trốn chạy của Prabhakaran bắt đầu từ 1975, năm xảy ra vụ ám sát Thị trưởng thành phố Jaffna. Một nhóm tự nhận mình là Những con Hổ mới Tamil do Prabhakaran cầm đầu đã đứng ra nhận trách nhiệm. Năm sau đó, Prabhakaran thành lập LTTE.
Bất ổn sau đó đã leo thang thành một cuộc nội chiến đầy đủ quy mô vào tháng 7/1983. LTTE giết chết 13 binh lính Chính phủ Sri Lanka trong một vụ đột kích ở Jaffna. Để đổi lại, khoảng 3.000 người Tamil, chủ yếu ở Colombo, đã bị giết chỉ trong vài ngày bạo lực cuối tháng 7.
Prabhakaran từ một người theo chủ nghĩa dân tộc cực đoan biến thành tên khủng bố khét tiếng. Làn sóng bạo lực năm 1983 – được biết đến là Tháng Bảy Đen Tối – đánh dấu sự bắt đầu của cuộc nội chiến ở Sri Lanka. Từ đó, người Sri Lanka trở nên sợ tháng 7, khoảng thời gian mà LTTE thường "tưởng nhớ" bằng hàng loạt vụ đánh bom và ám sát.
Trong nhiều năm tiếp theo, Prabhakaran dẫn dắt phong trào của ông ta trở thành một tổ chức tôn thờ cá nhân sùng bái bạo lực. "Cuộc đấu tranh vũ trang là một cách để giải phóng những người dân bị áp bức bóc lột của chúng tôi", ông ta nói năm 1984.
LTTE nhanh chóng kiếm được rất nhiều vũ khí nhưng lại thiên về hai trong số các chiến thuật tàn ác nhất: tuyển mộ lính trẻ em và đánh bom tự sát. Trẻ em mới lên 10 được sử dụng để giết hại phụ nữ và trẻ em ở những ngôi làng hẻo lánh, một báo cáo của Liên Hợp Quốc năm 1996 cho biết. Còn theo báo cáo của tổ chức Giám sát Nhân quyền năm 2004, trong những năm 1990, khoảng 40–60% số chiến binh Hổ Tamil ở Sri Lanka thiệt mạng là trẻ em dưới 18 tuổi.
Vụ ám sát Rajiv Gandhi năm 1991 là một minh chứng cho chiến thuật mới của LTTE. Vụ đánh bom liều mạng do phụ nữ thực hiện đã cướp đi mạng sống của Rajiv Gandhi khi ông đi vận động tranh cử ở thị trấn Tamil Nadu. Chính trị gia này trở thành mục tiêu vì ông đã cử lực lượng gìn giữ hòa bình Ấn Độ tới Sri Lanka năm 1987 khi còn làm Thủ tướng.
Prabhakaran ký một thỏa thuận với Chính phủ Sri Lanka vào năm đó nhưng trong 4 năm thương thảo tiếp theo, không bên nào đạt được một thỏa hiệp chính trị về quyền tự trị cho các khu vực đông người Tamil. Đối đầu giữa Hổ Tamil và Chính phủ gia tăng và các vụ ám sát tái diễn.

## Tính cách
Trong thời gian gần ba thập niên, Prabhakaran biến đổi một nhóm băng đảng thành một quân đội với đầy đủ binh chủng như pháo binh, không quân, hải quân mặc dù với hỏa lực tương đối và kiểm soát một vùng lãnh thổ rộng lớn ở về phía Bắc Sri Lanka. Ông ta cũng là người tàn bạo, sẵn sàng tiêu diệt các đối thủ của mình và đòi hỏi sự trung thành tuyệt đối từ những người dưới quyền. Ông ra lệnh các tay súng của Hổ Tamil phải đeo ở cổ một ống thuốc độc xyanua để tự tử nếu bị quân chính phủ bắt.

## Thời kỳ đỉnh cao của quyền lực
Trước thỏa thuận ngừng bắn năm 2002, Prabhakaran là người đứng đầu một chính phủ không chính thống, kiểm soát hơn 15 000 km² lãnh thổ ở phía bắc và đông Sri Lanka. Chính phủ ấy có hệ thống riêng về thuế, đường sá và tòa án.

## Bị chính phủ Sri Lanka săn lùng
Một đơn vị lực lượng đặc biệt được điều động để tìm kiếm một người duy nhất. Các phi cơ phản lực chiến đấu sẵn sàng để mở cuộc không tập nếu cần. Các phi cơ không người lái bay quần trên khu rừng rậm để tìm kiếm các hầm bí mật, trong khi các nhân viên tình báo thẩm vấn các du kích quân bị bắt. Trong khi quân đội Sri Lanka mở ra các trận đánh lớn để tiêu diệt phiến quân Hổ Tamil ở phía Bắc, họ cũng có những nỗ lực tìm kiếm, bắt giữ hoặc hạ sát Prabhakaran.
Nhiều giới chức quân sự tin rằng nếu bắt được Prabhakaran, hay là buộc ông ta phải bỏ chạy ra ngoại quốc, thì việc này sẽ đưa lực lượng phiến quân vào tình trạng tan rã nhanh chóng. "Nếu Prabhakaran chưa rời khỏi Sri Lanka thì chúng tôi trong thời gian ngắn sẽ bắt được ông ta," Bộ trưởng Quốc phòng Gotabhaya Rajapaksa nói trong một cuộc phỏng vấn trên đài truyền hình vào giữa tháng 1 năm 2009. Những người khác lại cho rằng sẽ không dễ gì bắt được người đã lẩn trốn sự truy lùng của chính phủ từ 25 năm nay trong cuộc nội chiến ở quốc gia này.
Với lực lượng chính phủ tiến sát cứ điểm sau cùng của phiến quân ở vùng đông bắc, giới hữu trách tin rằng Prabhakaran lẩn trốn trong khu vực được bố phòng kỹ lưỡng tại vùng rừng rậm Puthukkudiyirupu và Vishwamadu. Tổng thống Mahinda Rajpaksa nói rằng nếu Prabhakaran bị bắt, ông ta sẽ bị gửi sang Ấn Độ để bị xét xử về tội liên quan đến việc ám sát cựu Thủ tướng Rajiv Gandhi.

## Tin cuối cùng
Tướng Sarath Fonseka, tư lệnh quân đội Sri Lanka, lần đầu tiên xác nhận cái chết của Prabhakaran ngày 19 tháng 5 năm 2009. Nhưng lực lượng (LTTE) bác bỏ tin này. Đài truyền hình Sri Lanka công bố một vài hình ảnh, Những con Hổ giải phóng Tamil mới công nhận.